# Baeodasymyia modesta
Baeodasymyia modesta är en tvåvingeart som beskrevs av Clastrier och Raccurt 1979. Baeodasymyia modesta ingår i släktet Baeodasymyia och familjen svidknott.
Artens utbredningsområde är Haiti. Inga underarter finns listade i Catalogue of Life.